# El Periódico de Madrid
El Periódico de Madrid fue un periódico español editado entre 1978 y 1979.

## Historia
Fundado el 26 de octubre de 1978 como la edición madrileña de El Periódico de Cataluña, ambas ediciones se editaron simultáneamente. Desde Barcelona los textos se transmitían teléfonicamente a la edición de Madrid. Sin embargo, ambas cabeceras tendrían un comportamiento desigual: a diferencia de El Periódico de Cataluña —que fue un éxito y se terminaría consolidando—, la edición madrileña fracasó. Víctima de numerosos problemas económicos, el diario terminaría desapareciendo siete meses después de su inauguración.